# Toriyama Sekien

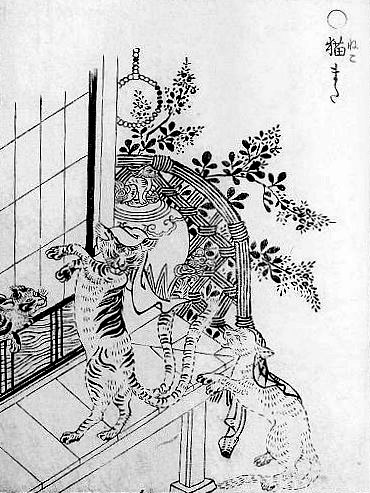
Nekomata, wie sie in Sekiens Werk Gazu Hyakki Yagyō (画図百鬼夜行) von 1776 erscheint

Toriyama Sekien (鳥山 石燕; * 1712; † 22. September 1788) war ein japanischer Zeichner, Kyōka-Poet, Autor und Kunstlehrer des Ukiyo-e während der Edo-Zeit im 18. Jahrhundert. Er ist vor allem dafür bekannt, dass er viele Bilder von Yōkai, Yūrei und Tsukumogami zeichnete und spätere berühmte Künstler unterrichtete.

## Leben und Karriere
Sekien wurde unter dem bürgerlichen Namen Toyofusa Sano (豊房 佐野) als Sohn wohlhabender Bediensteter des Tokugawa-Shōgunats geboren. Über seine Kindheit ist allerdings so gut wie nichts bekannt. Als gesichert gilt, dass er schon früh von den Lehrern der Kanō-Schule zu Kyoto, Kanō Gyokuen und Kanō Chikanobu, unterrichtet worden war. Nachdem Sekien seine Kunstausbildung und Dienstzeit im Tokugawa-Clan beendet hatte, betätigte er sich selbst als Lehrmeister in Poesie und Malerei. Er gehörte zu den ersten Künstlern der Edō-Zeit, die Maltechniken der Kanō mit dem Kunststil des Ukiyo-e vereinte und dabei eine neuartige Reproduktionstechnik entwickelte, die den wiederholten Einsatz von Farbverläufen erlaubte. Bekanntheit erlangte Sekien als Lehrer und Ausbilder berühmter japanischer Künstler wie zum Beispiel Kitagawa Utamaro und Utagawa Toyoharu.
Sekien selbst erlangte landesweite Bekanntheit und Popularität als Verfasser mehrbändiger Bilderalben, sogenannte Emakimono, die sich hauptsächlich mit den Darstellungen und Kurzbeschreibungen verschiedenster Yōkai, Yūrei und Tsukumogami befassen. Die meisten davon waren im japanischen Volk der Edō-Zeit bereits verbreitet, Sekien fügte seinen „Yōkai-Paraden“ aber auch eigene Kreationen hinzu. Hintergrund und Motiv für seine Schöpfung war einerseits seine eigene Faszination gegenüber übernatürlichen Wesen, aber auch seine skeptische bis ablehnende Haltung gegenüber völkischem Aberglauben. Seine Bilderalben stellen tatsächlich eine literarische Parodie bekannter Enzyklopädien wie dem Wakan Sansai Zue (jap. 和漢三才図会; „Japanisch-chinesisches Nachschlagewerk“) und dem Shānhǎijīng (chin. 山海經; „Klassiker der Berge und Meere“) dar.
Toriyama Sekien starb am 22. September 1788 in Kamakura und wurde auf einem Friedhof nahe dem dortigen Kōmyō-ji Renge-Tempel bestattet.

## Hauptwerke
- Toriyama biko (鳥山彦; Toriyamas Album, veröffentlicht 1773)
- Sekien Gazu (石燕画譜; Sekiens Bilderalbum, veröffentlicht 1774)
- Gazu Hyakki Yagyō (画図百鬼夜行; Bilderbuch der Nachtparade der 100 Dämonen, veröffentlicht 1776)
- Konjaku Gazu Zoku Hyakki (今昔画図続百鬼; Bilderbuch der 100 Dämonen von einst und jetzt, veröffentlicht 1779)
- Konjaku Hyakki Shūi (今昔百鬼拾遺; 100 Dämonen von einst und jetzt, Fortsetzung, veröffentlicht 1780)
- Gazu Hyakki Tsuretsure Bukuro (画図百鬼徒然袋; 100 Geister im Handgepäck, veröffentlicht 1784)